# Нью-Корделл
Нью-Корделл (англ. New Cordell) — крупнейший город и административный центр округа Уошито в штате Оклахома в Соединённых Штатах Америки.
По данным переписи населения США 2020 года, число жителей города составляло 2 тысячи 775 человек.

## История
Поселение было основано в нескольких милях от нынешнего места, но было перемещено около 1900 года. Оно было названо в честь сотрудника почтовой службы США Уэйна У. Корделла. Официальное название — New Cordell, хотя местные обычно его называют просто Корделл.

## География
Город Нью-Корделл расположен примерно в центре округа Уошито.
По данным Бюро переписи населения США, общая площадь города составляет 2,5 квадратных мили (6,5 км2) — всё это суша.

## Климат
Как и большая часть Оклахомы, Нью-Корделл имеет влажный субтропический климат (по классификации Кёппена — Cfa), хотя он почти достаточно сухой, чтобы считаться прохладным полузасушливым климатом (BSk). 
Лето жаркое или душное, и обычно сухое, в то время как зима в среднем прохладная к полудню и морозная к утру, но показывает экстремальные колебания от очень теплого из-за нисходящих ветров шинук до холодных периодов, когда преобладают арктические воздушные массы. 
Самые обильные осадки выпадают весной из-за гроз, хотя иногда остаточные дождевые депрессии летом и осенью приносят сюда очень сильные дожди.